# Eremonotus hauseri
Eremonotus hauseri är en tvåvingeart som beskrevs av Geller-grimm och Hradsky 1998. Eremonotus hauseri ingår i släktet Eremonotus och familjen rovflugor. Inga underarter finns listade i Catalogue of Life.